# Alfred von Kiderlen-Wächter
Alfred von Kiderlen-Wächter, född 10 juni 1852, död 30 december 1912, var en tysk diplomat och politiker.
Kiderlen-Wächter trädde i diplomatisk tjänst 1879 och blev 1888 föredragande råd inom utrikesdepartementets politiska avdelning, i vilken egenskap han åtföljde Vilhelm II på dennes många resor både inom och utom landet. 1895 blev han sändebud i Köpenhamn, 1900 minister i Bukarest och i november 1908 tillförordnad statssekreterare för utrikes ärenden och i juni 1910 statssekreterare. Kiderlen-Wächter var en handlingskraftig politiker och icke obetydlig talang. Han stötte sig dock med kejsaren, och ministertiden i Bukarest var att betrakta som en förvisning. Sin insats som ledare av Tysklands utrikespolitik gjorde han i samband med Marockokrisen 1911. Det var på Kiderlen-Wächters initiativ kanonbåten Panther landade i Agadir. Kiderlen-Wächter hävdade under krisens utveckling sin rätt att självständigt leda sitt lands utrikespolitik och ställde i denna angelägenhet två gånger kabinettsfråga. Den tyska kraftutvecklingen i denna affär var definitivt inte värd resultatet: Erkännandet av Frankrikes rätt till Marocko skall ställas mot för Tyskland något fördelaktigare gränsregleringar i tyska Kamerun. Dessutom blev effekten att Storbritannien än mer närmade sig Frankrike. Över huvud taget kom Kiderlen-Wächters viktigaste ingripanden att inträffa under slutet av hans liv, då den initiativrikedom som tidigare präglat honom inte längre kunde uppbådas.